# رشته‌کوه کویین الکساندرا
رشته‌کوه کویین الکساندرا یا رشته‌کوه ملکه الکساندرا (انگلیسی: Queen Alexandra Range) یک رشته‌کوه اصلی از کوهستان سراسری جنوبگان است که در قلمرو وابسته راس قطب جنوب واقع شده‌است.
طول آن حدود ۱۶۰ کیلومتر (۹۹ مایل) است و با کل ضلع غربی یخچال طبیعی بیردمور از فلات قطبی تا قفسه یخی راس همسایه است. نام‌های جایگزین این رشته شامل کوه‌های الکساندرا، رشته‌کوه الکساندرا و کونیگین الکساندرا گبیرگه است.
بلندترین قله این رشته‌کوه کرک پاتریک با ارتفاع ۴٬۵۲۸ متر (۱۴٬۸۵۶ فوت) است. از دیگر قله‌های این رشته می‌توان به کوه دیکرسون (۴۱۲۰ متر) اشاره کرد.